# Angel Heart (film)
Pour les articles homonymes, voir Angel Heart.
Pour plus de détails, voir Fiche technique et Distribution.
Angel Heart : Aux portes de l'enfer ou Aux portes de l'enfer au Québec (Angel Heart) est un film américano-canado-britannique écrit et réalisé par Alan Parker et sorti en 1987. Il s'agit d'une adaptation cinématographique du roman Falling Angel (en) de William Hjortsberg, publié en 1978.

## Synopsis
En 1955, à New York, un enquêteur privé de seconde zone, Harold S. Angel, est engagé par Louis Cyphre pour retrouver Jonathan Liebling, un crooner surnommé professionnellement Johnny Favorite, au succès duquel Cyphre avait contribué. Le contrat alors signé entre Cyphre et Favorite comportant certaines clauses qui devenaient exécutoires à la mort du crooner, Cyphre souhaite savoir si ce dernier est vivant. Cyphre soupçonne l'hôpital privé où Favorite, invalide de guerre, reçoit un traitement psychiatrique pour obusite, d'émettre de faux rapports. Harry se rend à l'hôpital et découvre qu'un enregistrement de transfert antidaté a récemment été ajouté par un médecin toxicomane nommé Albert Fowler.
Entré par effraction chez le médecin, Angel fait avouer à Fowler qu'un homme et une femme l'ont soudoyé douze ans plus tôt pour permettre à Johnny de quitter l'hôpital tout en conservant la fiction selon laquelle il était toujours un patient. Pensant que le médecin lui cache encore des choses, Harry l'enferme dans sa chambre à coucher sans accès à ses médicaments pour l'inciter à parler. Quelques heures plus tard, il trouve le médecin assassiné. Harry Angel dit à Cyphre qu'il ne veut plus de l'affaire, mais accepte finalement lorsque Cyphre lui propose 5 000 $.
Harry découvre bientôt que Johnny avait une riche fiancée nommée Margaret Krusemark, puis qu'il avait également entamé une liaison secrète avec une femme appelée Evangeline Proudfoot. Harry se rend à La Nouvelle-Orléans et rencontre Margaret, qui lui divulgue peu d'informations et lui affirme que Johnny est mort. Harry découvre ensuite qu'Evangeline est également morte, laissant derrière elle sa fille, Epiphany Proudfoot, âgée de 17 ans, conçue pendant la liaison entre sa mère et Johnny.
Tandis qu'Epiphany hésite à parler, Harry retrouve Toots Sweet, un guitariste de blues et ancien membre du groupe de Johnny. Il parvient à obtenir de lui quelques détails sur la localisation de Johnny. Le lendemain matin, des inspecteurs de police l'informent que Toots a été assassiné par suffocation, son pénis ayant été sectionné et enfoncé dans sa gorge. Harry retourne chez Margaret et la découvre morte : son cœur a été retiré à l'aide d'un couteau cérémoniel. Il est ensuite attaqué par les hommes de main d'Ethan Krusemark — un puissant propriétaire, patriarche influent de Louisiane et père de Margaret — qui lui ordonnent de quitter la ville. Harry retourne à son hôtel et trouve Epiphany à sa porte. Il l'invite dans sa chambre, où ils ont une relation sexuelle agressive, pendant laquelle Harry a des visions de sang coulant du plafond et éclaboussant autour de la pièce. Il affrontera ensuite Krusemark dans une cabane à gombo, où ce dernier révèle que c'est lui et Margaret qui ont aidé Johnny à quitter l'hôpital. Il explique également que Johnny était en fait un puissant sorcier qui a vendu son âme à Satan en échange de la célébrité, mais qui a ensuite tenté de tromper le diable. Il apprend à Harry l'histoire : en 1943, Johnny kidnappe un jeune soldat, rencontré à Times Square, exécute sur lui un rituel satanique censé lui permettre d'assumer son identité et de se cacher du diable. Or, Johnny, sous sa nouvelle identité, se retrouve engagé dans la guerre, dont il revient blessé et amnésique. Dans l'espoir de l'aider à retrouver la mémoire, les Krusemark emmènent Johnny à Times Square.
À l'écoute de cette histoire, Harry a de nouveau des visions, court dans la salle de bains. Lorsqu'il revient vers Krusemark, celui-ci est noyé dans un chaudron de gombo bouillant. Harry se rend chez Margaret où il trouve un vase contenant un indice sur la véritable identité de Johnny : une série de plaques d'identité militaires portant le nom de Harry. Il comprend alors qu'il n'est autre que Johnny Favorite, vivant depuis son retour de la guerre sur une vie volée pour échapper au diable. Cyphre apparaît alors et Harry en déduit que « Louis Cyphre » est un « calembour à trois sous », jouant sur une paronomase avec Lucifer. Cyphre confirme qu'il est le diable et proclame qu'il peut enfin revendiquer l'âme immortelle de Johnny. Angel comprend, dans une série de visions induites par Cyphre, qu'il a lui-même assassiné Fowler, Toots, Margaret, Ethan et Epiphany.
Harry, frénétique, retourne dans sa chambre d'hôtel, où la police a découvert qu'Epiphany a été violée et assassinée par balle. Le canon de son arme est encore inséré dans son vagin, et ses plaques militaires, au nom de Harold S. Angel, sont posées sur son corps. Un policier sort de la salle de bain en portant le jeune fils d'Epiphany. Harry réalise qu'Epiphany est sa fille et l'enfant son petit-fils. Un des deux inspecteurs lui dit qu'il « brûlera » pour ce qu'il lui a fait, ce à quoi Harry répond : « Je sais. En enfer ». Avant le générique de fin, les yeux du bébé changent de couleur comme ceux de Cyphre dans la scène précédente. 
Pendant le générique de fin, on voit Harry debout dans un ascenseur en fer qui descend lentement — vers l'enfer — sans s'arrêter. Lorsque l'écran s'efface, on entend Cyphre qui murmure « Harry » et « Johnny », signifiant qu'il prend ainsi possession de leur âme.

## Fiche technique
Sauf indication contraire, les informations mentionnées dans cette section peuvent être confirmées par la base de données cinématographiques IMDb,  présente dans la section « Liens externes ».
- Titre français : Angel Heart : Aux portes de l'enfer[2]
- Titre québécois : Aux portes de l'enfer
- Titre original : Angel Heart
- Réalisation : Alan Parker
- Scénario : Alan Parker, d'après le roman Falling Angel de William Hjortsberg
- Musique : Trevor Jones
- Photographie : Michael Seresin
- Montage : Gerry Hambling
- Décors : Brian Morris
- Costumes : Aude Bronson-Howard
- Producteurs : Elliott Kastner, Alan Marshall, Robert Dattila, Mario Kassar et Andrew G. Vajna
- Sociétés de production : Carolco Pictures, Union et Winkast Film Productions
- Distribution : TriStar (États-Unis), Gaumont (France)
- Budget : 17 millions de dollars[3]
- Pays de production : États-Unis, Canada, Royaume-Uni
- Langues originales : anglais et français
- Format : Couleurs – 35 mm – 1,85:1 – Son Dolby
- Genre : thriller érotique, fantastique, horreur, historique et néo-noir[4]
- Durée : 113 minutes
- Dates de sortie[2] :
  - États-Unis : 6 mars 1987
  - France : 8 avril 1987
- Classification[5] :
  - États-Unis : X (puis réévalué en R)
  - France : interdit aux moins de 12 ans

## Distribution
- Mickey Rourke (VF : Richard Darbois) : Harold S. « Harry » Angel
- Robert De Niro (VF : Hervé Bellon) : Louis Cyphre
- Lisa Bonet (VF : Laurence Crouzet) : Epiphany Proudfoot
- Charlotte Rampling (VF : elle-même) : Margaret Krusemark
- Stocker Fontelieu (VF : Philippe Dumat) : Ethan Krusemark
- Brownie McGhee (VF : Henry Djanik) : Toots Sweet
- Michael Higgins (VF : Serge Lhorca) : Dr Albert Fowler
- Elizabeth Whitcraft (en) (VF : Marie-Martine Bisson) : Connie
- Eliott Keener (VF : Jacques Ferrière) : Sterne, le détective
- Charles Gordone (en) : Spider Simpson
- Dann Florek (VF : Jean-Pierre Moulin) : Herman Winesap
- Kathleen Wilhoite (VF : Jeanine Forney) : l'infirmière
- George Buck (VF : Marc de Georgi) : Izzy
- Judith Drake (VF : Martine Meirhaeghe) : la femme d'Izzy
- Gerald Orange : John, le pasteur
- Peggy Severe (VF : Liliane Gaudet) : la boutiquière
- Pruitt Taylor Vince (VF : Jean-Claude Robbe) : l'inspecteur Deimos

## Production

### Genèse et développement
Le film est adapté du roman Falling Angel de William Hjortsberg. Dans son scénario, Alan Parker prend toutefois un certain nombre de libertés avec l'intrigue du roman, notamment en introduisant un enfant d'Epiphany Proudfoot conçu lors d'une cérémonie vaudou par un démon. De plus, alors que l'ensemble du roman se déroule à New York, la fin du film se déroule à La Nouvelle-Orléans. Le choix d'un univers plus sombre crée, avec d'autres codes du film noir, un thriller dont la narration se distingue de l'ouvrage original.

### Attribution des rôles
Alan Parker propose initialement le rôle d'Harry Angel à Al Pacino, Jack Nicholson et Robert De Niro, avant que Mickey Rourke ne soit choisi. Marlon Brando est un temps pressenti pour celui de Louis Cyphre.
Shirley Stoler est initialement choisie pour incarner la femme d'Izzy. Elle est finalement remplacée par Judith Drake. On peut cependant l'entendre chanter I Cried for You dans le film. Il s'agit du premier rôle au cinéma de Lisa Bonet, révélée par le Cosby Show.

### Tournage
Les scènes extérieures et intérieures sont tournées en décors naturels, dans les lieux suivants : New York (Manhattan, Brooklyn, Staten Island), Rhinebeck et Albany dans l'État de New York, Hoboken et Fairfield dans le New Jersey, Thibodaux, Napoleonville et La Nouvelle-Orléans en Louisiane,.
Alan Parker a avoué que l'interprétation de Robert De Niro en tant que Louis Cyphre était si réaliste et terrifiante, qu'il a laissé le comédien en totale liberté et qu'il l'a très peu dirigé.

### Bande originale
- Girl of My Dreams de Glen Gray & The Casa Loma Orchestra
- I Cried for You de Glen Gray
- Auld Lang Syne de Guy Lombardo
- Honeymoon Blues de Bessie Smith
- Soul on Fire de LaVern Baker
- Zu Zu Mamou de Dr. John
- Sh-Boom de The Chords
- Fenesta che lucive de  Franco Corelli
- Sunny Land de John Lee Hooker
- Rainy Rainy Day de Brownie McGhee
- The Right Key, the Wrong Keyhole de Clarence Williams et Eddie Green
- Basin Street Blues de Spencer Williams
- Gospel Song d'Anthony Evans et Courtney Pine

## Accueil
Le film a rapporté environ 17 185 000 $ au box-office en Amérique du Nord pour un budget  total de 17 000 000 $. En France, il a réalisé 1 340 804 entrées.

## Réception critique
L'année de sa sortie La Revue du cinéma parle d'un chef-d'œuvre restituant une ambiance d'hystérie et de satanisme. Le Monde parle quant à lui d'un film policier où la magie noire rythme une enquête dont le suspens tient en haleine le spectateur tout au long. Starfix juge pour sa part négativement les quelques clichés qui parcourent le film notamment lorsque l'on voit une rue encaissée, sale, menaçante et nocturne.
En 2003, Libération juge négativement le film trouvant son intrigue, grossière, mal faite, et dont on ne peut cacher l'évidence.
En 2021, Le Nouvel Obs souligne la notoriété que le film a gagner au fil des années du fait de son côté polar noir et fanatique,. En 2023, Télérama explique en cinq points pourquoi il faut revoir ce film, qu'il décrit comme un classique du film noir et Première rappelle que le tournage du film fut pour le moins compliqué.
Sur le site agrégateur de critiques, Rotten Tomatoes, le film a reçu un accueil critique favorable, recueillant 78 % de critiques positives, avec une note moyenne de 7,2/10 et sur la base de 25 critiques collectées.

## Distinctions

### Récompense
- Young Artist Awards 1988 : meilleure jeune actrice (Lisa Bonet)[20].

### Nominations
- Saturn Awards 1988 : meilleur scénario, du meilleur second rôle masculin (Robert De Niro) et du meilleur second rôle féminin (Lisa Bonet).

## Sortie vidéo
Le film sort en SteelBook Blu-ray 4K/Blu-ray le 5 février 2020, édité par Studiocanal, avec en complément une introduction (1') et un commentaire audio du réalisateur, des interviews d'époque d'Alan Parker (8'), de Lisa Bonet (1'30), des courts entretiens (3') de Mickey Rourke, Alan Parker et Lisa Bonet, un reportage d'époque sur le film (7'), 5 modules sur la culture vaudou (entre 6 et 20 minutes), un module sur le tournage du film (1'30), et la bande-annonce originale. Tous ces bonus étaient présents sur l'édition Blu-ray de 2010. Les bonus inédits sont : une interview d'Alan Parker réalisée en 2015 par Jean-Pierre Lavoignat (extrait de Cinéastes des années 80 - Alan Parker, le franc-tireur) (27') et une galerie photo.

## Clins d'œil
- Le personnage Johnny Favorite est né le même jour que le réalisateur Alan Parker, le 14 février[7].
- Dans le film, il est fait référence au poème épique Évangéline de Henry Wadsworth Longfellow[7].